# پر (فیلم ۱۹۷۵)
پر (انگلیسی: Per) یک فیلم درام به کارگردانی هانس کریستنسن است که در سال ۱۹۷۵ منتشر شد. از بازیگران آن می‌توان به اوله ارنست، انه بی واربورگ، آنگنیه‌تا ایکمانر و هانس کریستنسن اشاره کرد. این فیلم، نمایندهٔ کشور دانمارک جهت رقابت برای جایزه اسکار بهترین فیلم بین‌المللی در چهل و هشتمین دوره جوایز اسکار بود که البته به فهرست نهایی نامزدها راه نیافت. آنگنیه‌تا ایکمانر بابت نقش‌آفرینی‌در این فیلم برندهٔ «جایزه بودیلِ بهترین بازیگر نقش اول زن» شد.